# Nicolae O. Popovici-Lupa
Nicolae O. Popovici-Lupa (n. 25 octombrie 1864, Nicorești, județul Tecuci – d. 16 februarie 1949, București) a fost un agronom, economist agrar și profesor român, recunoscut ca unul dintre întemeietorii economiei rurale moderne în România. A avut o activitate remarcabilă în domeniul învățământului agricol, al cercetării și publicisticii de specialitate, contribuind substanțial la dezvoltarea gândirii economice aplicate agriculturii.

## Biografie

### Copilărie și educație
Nicolae O. Popovici-Lupa s-a născut la Nicorești, județul Tecuci, în data de 25 octombrie 1864. A urmat liceul în orașul Tecuci, pe care l-a absolvit în 1882. În același an, s-a înscris la Școala Centrală de Agricultură de la Herăstrău, unde s-a remarcat ca student eminent, atrăgând atenția lui P.S. Aurelian, care l-a susținut pentru a-și continua studiile în Germania.
În 1885, a fost trimis la Institutul Agronomic al Universității din Halle, unde a urmat studii superioare și de doctorat, obținând în 1899 titlul de doctor în științe agricole cu lucrarea Cultura porumbului din România.

### Carieră profesională
Întors în țară, a activat timp de zece ani ca inspector pentru învățământ în cadrul Ministerului Agriculturii și Domeniilor, contribuind la organizarea și dezvoltarea rețelei de școli agricole. Din 1899, a devenit profesor suplinitor de economie rurală la Școala Centrală de Agricultură de la Herăstrău, funcție în care a adus contribuții notabile în plan didactic și editorial.
A participat activ la reformarea învățământului agricol și a fost prorector al Academiei de Înalte Studii Agronomice din București între anii 1930–1935. A fost printre promotorii transformării Școlii Centrale în instituție de învățământ superior, proces încheiat în 1929.

## Activitate științifică

### Economie rurală și lucrări fundamentale
Popovici-Lupa este autorul primei lucrări sistematice de economie rurală din România. Lucrarea sa majoră, Manual de economie rurală, publicată în 1939 în două volume, a fost primul manual superior de specialitate și a rămas o lucrare de referință pentru decenii.
Volumul I tratează mijloacele de producție agricolă: terenuri, clădiri, mașini, animale. Volumul II se ocupă de organizarea economică a exploatațiilor rurale, gestiune și estimațiuni agricole. Popovici-Lupa a fost preocupat de eficiența economică în agricultură, pledând pentru cheltuieli minime și producții maxime, pentru raționalizarea muncii țărănești și creșterea rentabilității.
A publicat și lucrări privind consumul alimentar al țăranului, recomandând înlocuirea mămăligii cu pâine, introducerea cartofului în alimentație și dezvoltarea producției vegetale și zootehnice. Studiul său asupra valorii alimentare a porumbului este una dintre primele contribuții în nutriția rurală.

### Pedagogie agricolă și manuale
A fost un susținător al modernizării învățământului agricol, autor al manualului Agricultura, conceput pentru școli agricole, licee și învățători de la sate. Lucrarea, structurată accesibil, a fost premiată de Academia Română în 1908 și a cunoscut șase ediții. Alte contribuții importante includ Elemente de economie rurală (1912) și Metode de estimate a capitalului funciar în agricultură (1926).

### Publicistică agricolă
A fost un redactor activ al revistelor „Cîmpul”, „Viața agricolă”, „Pagini agrare și sociale”, „Agricultura nouă” și a participat la redactarea Jurnalului Societății Centrale de Agricultură (1895–1896). A înlocuit pe Șt. Radianu în conducerea acesteia și a fost membru fondator al mai multor societăți profesionale, printre care „Societatea absolvenților școlilor de agricultură” și „Societatea Inginerilor Agronomi”.

## Lucrări (selecție)
- Îngrășarea câmpurilor (1901)
- Studiu asupra domeniului Meszoheghyeș (1904)
- Încercare asupra valorii alimentare a porumbului (1905)
- Arendarea moșiilor statului la tovărășii de săteni (1906)
- Reforme pentru săteni (1907)
- Elemente de economie rurală (1912, reeditată 1925)
- Manual de economie rurală (1939, 2 vol.)
- Cultura nutrețurilor în gospodăria particulară și în economia națională (1937)
- Politica noastră agrară (1942)

## Premii și recunoaștere
- Premiul Academiei Române (1908), pentru lucrarea Agricultura
- Distins colaborator al Societății Centrale de Agricultură
- Membru fondator al mai multor societăți științifice și profesionale agronomice

## Familie
Nu există informații detaliate privind viața de familie.

## Deces
Nicolae O. Popovici-Lupa a decedat la 16 februarie 1949, în București, fiind considerat una dintre cele mai distinse personalități ale economiei agrare din România.